# Campionato mondiale di motocross 1994
Il campionato mondiale di motocross del 1994, fu la trentottesima edizione, si è disputato su 15 prove dal 20 marzo al 4 settembre 1994.
Al termine della stagione lo svedese Marcus Hansson si è aggiudicato il titolo per la classe 500cc, il sudafricano Greg Albertyn si è aggiudicato la 250cc e lo statunitense Bob Moore ha conquistato la classe 125cc.

## 500 cc

### Calendario
| Prova | Data      | Gran Premio                  | Località       | Vincitore GP   |
| ----- | --------- | ---------------------------- | -------------- | -------------- |
| 1     | 10 aprile | Gran Premio di Svizzera      | Payerne        | Gert Van Doorn |
| 2     | 25 aprile | Gran Premio d'Austria        | Sittendorf     | Joël Smets     |
| 3     | 7 maggio  | Gran Premio d'Irlanda        | Ballykelly     | Marcus Hansson |
| 4     | 15 maggio | Gran Premio di Gran Bretagna | Hawkstone Park | Jacky Martens  |
| 5     | 29 maggio | Gran Premio d'Italia         | Arco           | Billy Liles    |
| 6     | 6 giugno  | Gran Premio di Slovacchia    | Sverepec       | Mervyn Anstie  |
| 7     | 19 giugno | Gran Premio dei Paesi Bassi  | Mill           | Jacky Martens  |
| 8     | 26 luglio | Gran Premio di Francia       | Blargies       | Marcus Hansson |
| 9     | 3 luglio  | Gran Premio del Portogallo   | Águeda         | Jacky Martens  |
| 10    | 17 luglio | Gran Premio del Lussemburgo  | Folkendange    | Marcus Hansson |
| 11    | 7 agosto  | Gran Premio del Belgio       | Namur          | Marcus Hansson |
| 12    | 21 agosto | Gran Premio di Germania      | Holzgerlingen  | Joël Smets     |

### Classifica finale piloti
| Pos. | Pilota           | Moto      | Punti |
| ---- | ---------------- | --------- | ----- |
| 1    | Marcus Hansson   | Honda     | 328   |
| 2    | Jacky Martens    | Husqvarna | 321   |
| 3    | Joël Smets       | Vertemati | 299   |
| 4    | Gert Van Doorn   | Honda     | 177   |
| 5    | Billy Liles      | Honda     | 161   |
| 6    | Rony Weustenraed | Kawasaki  | 160   |
| 7    | Danny Theybers   | Honda     | 139   |
| 8    | Mervyn Anstie    | Honda     | 135   |
| 9    | Peter Dirckx     | Honda     | 131   |
| 10   | Franco Rossi     | Honda     | 93    |

## 250 cc

### Calendario
| Prova | Data        | Gran Premio                   | Località             | Vincitore GP  |
| ----- | ----------- | ----------------------------- | -------------------- | ------------- |
| 1     | 20 marzo    | Gran Premio di Spagna         | Talavera de la Reina | Donny Schmit  |
| 2     | 27 marzo    | Gran Premio dei Paesi Bassi   | Valkenswaard         | Stefan Everts |
| 3     | 24 aprile   | Gran Premio d'Italia          | Montevarchi          | Stefan Everts |
| 4     | 1º maggio   | Gran Premio d'Austria         | Schwanenstadt        | Stefan Everts |
| 5     | 8 maggio    | Gran Premio di Francia        | Ernée                | Greg Albertyn |
| 6     | 15 maggio   | Gran Premio di Polonia        | Gdynia               | Greg Albertyn |
| 7     | 12 giugno   | Gran Premio del Belgio        | Lommel               | Stefan Everts |
| 8     | 19 giugno   | Gran Premio di Gran Bretagna  | Foxhill              | Yves Demaria  |
| 9     | 26 giugno   | Gran Premio di Cechia         | Holice               | Yves Demaria  |
| 10    | 10 luglio   | Gran Premio di Svezia         | Uddevalla            | Stefan Everts |
| 11    | 17 luglio   | Gran Premio di Finlandia      | Heinola              | Yves Demaria  |
| 12    | 31 luglio   | Gran Premio degli Stati Uniti | Budds Creek          | Yves Demaria  |
| 13    | 7 agosto    | Gran Premio del Venezuela     | Maracay              | Yves Demaria  |
| 14    | 21 agosto   | Gran Premio del Giappone      | Suzuka               | Yves Demaria  |
| 15    | 4 settembre | Gran Premio di Germania       | Gaildorf             | Kurt Nicoll   |

### Classifica finale piloti
| Pos. | Pilota           | Moto     | Punti |
| ---- | ---------------- | -------- | ----- |
| 1    | Greg Albertyn    | Suzuki   | 403   |
| 2    | Stefan Everts    | Kawasaki | 392   |
| 3    | Yves Demaria     | Honda    | 367   |
| 4    | Marnicq Bervoets | Suzuki   | 310   |
| 5    | Kurt Nicoll      | Honda    | 289   |
| 6    | Werner Dewit     | Suzuki   | 208   |
| 7    | Donny Schmit     | Yamaha   | 204   |
| 8    | Tallon Vohland   | Honda    | 199   |
| 9    | Frédéric Bolley  | Yamaha   | 145   |
| 10   | Trampas Parker   | KTM      | 142   |

## 125 cc

### Calendario
| Prova | Data      | Gran Premio                  | Località       | Vincitore GP   |
| ----- | --------- | ---------------------------- | -------------- | -------------- |
| 1     | 27 marzo  | Gran Premio d'Italia         | Gallarate      | Bob Moore      |
| 2     | 10 aprile | Gran Premio di Francia       | Sourdeval      | Mickaël Pichon |
| 3     | 1º maggio | Gran Premio d'Argentina      | Cosquín        | Bob Moore      |
| 4     | 15 maggio | Gran Premio di Spagna        | Bellpuig       | Alessio Chiodi |
| 5     | 5 giugno  | Gran Premio di Svezia        | Hagabanan      | Bob Moore      |
| 6     | 19 giugno | Gran Premio d'Ungheria       | Kaposvár       | Alessio Chiodi |
| 7     | 3 luglio  | Gran Premio dei Paesi Bassi  | Halle          | Dave Strijbos  |
| 8     | 17 luglio | Gran Premio di San Marino    | Borgo Maggiore | Alessio Chiodi |
| 9     | 31 luglio | Gran Premio di Germania      | Goldbach       | Bob Moore      |
| 10    | 7 agosto  | Gran Premio di Gran Bretagna | Foxhill        | Bob Moore      |
| 11    | 30 luglio | Gran Premio del Belgio       | Borgloon       | Bob Moore      |

### Classifica finale piloti
| Pos. | Pilota            | Moto     | Punti |
| ---- | ----------------- | -------- | ----- |
| 1    | Bob Moore         | Yamaha   | 364   |
| 2    | Alessio Chiodi    | Honda    | 316   |
| 3    | Pedro Tragter     | Suzuki   | 264   |
| 4    | Dave Strijbos     | Suzuki   | 199   |
| 5    | Pit Beirer        | Suzuki   | 181   |
| 6    | Mickaël Pichon    | Honda    | 169   |
| 7    | Frédéric Vialle   | Kawasaki | 163   |
| 8    | Mauro Dal Lago    | Honda    | 144   |
| 9    | Bader Manneh      | Suzuki   | 137   |
| 10   | Massimo Bartolini | TM       | 121   |